# Jenny Perret
Jenny Perret (* 23. Dezember 1991 in Schaumburg, USA) ist eine Schweizer Curlerin.

## Karriere
Jenny Perret begann ihre internationale Karriere bei der Mixed-Europameisterschaft 2012, an der sie als Ersatzspielerin des Schweizer Teams um Skip Martin Rios teilnahm; die Mannschaft belegte den achten Platz. Bei der Juniorenweltmeisterschaft 2013 war sie wiederum als Ersatzspielerin dabei, diesmal im Team von Michelle Gribi, das auf den achten Platz kam. 2014 spielte sie bei der Mixed-Europameisterschaft als Third im Team von Skip Silvana Tirinzoni und gewann nach einem Sieg im Spiel um Platz 3 gegen Schottland (Skip Kyle Smith) die Bronzemedaille.
Mit dem Team von Silvana Tirinzoni nahm sie als Ersatzspielerin an der Europameisterschaft 2017 in St. Gallen teil; die Schweizerinnen kamen nach einer Niederlage im Spiel um Platz 3 gegen Italien mit Diana Gaspari auf den vierten Platz.
Bei der Mixed-Doubles-Weltmeisterschaft 2017 gewann sie zusammen mit Martin Rios die Goldmedaille. Die Schweizer besiegten im Final Kanada (Reid Carruthers und Joanne Courtney).
Perret wurde zusammen mit Martin Rios von der Schweiz für die Olympischen Winterspiele 2018 nominiert, bei denen erstmals ein Mixed-Doubles-Wettbewerb ausgetragen wurde. Ausserdem wurde sie als Ersatzspielerin für das Schweizer Frauenteam um Skip Silvana Tirinzoni nominiert. Im Mixed-Doubles-Wettbewerb zog sie in Pyeongchang mit Martin Rios nach einem zweiten Platz in der Round Robin in den Halbfinal ein, wo die Schweizer die Olympischen Athleten aus Russland Anastassija Brysgalowa und Alexander Kruschelnizki schlagen konnten. Im Final gegen das kanadische Team von Kaitlyn Lawes und John Morris gaben sie nach dem sechsten End beim Stand von 3:10 auf und gewannen die Silbermedaille. Im Wettbewerb der Frauen kam sie nicht zum Einsatz; das Schweizer Team belegte nach vier Siegen und fünf Niederlagen den siebten Rang.

## Privat
Jenny Perret war über Jahre mit dem Glarner Curler Martin Rios liiert, bis sie sich 2015 trennten. Danach spielten sie bei Internationalen Turnieren weiterhin zusammen Curling, und das auch erfolgreich.